# 灰冬青
灰冬青（学名：Ilex cinerea）为冬青科冬青属的植物，为中国的特有植物。分布于中国大陆的香港、海南、广东等地，多生在高海拔林中，目前尚未由人工引种栽培。